# استخوان‌پولک
استخوان‌پولک (نام علمی: Osteolepis) نام یک سرده از تیره استخوان‌پولکان است.
استخوان‌پولک از معروف‌ترین اعضای ابتدایی گروه چهاراندام‌ریخت‌ها است؛ گروهی که چهاراندامان چهارپا از آن پدیدار شدند. این از اولین ماهی‌های دوونینی کشف‌شده بود و در نتیجه نامش را روی سه‌ردیف‌بالگانی هم گذاشته‌اند؛ خانواده‌ای منقرض‌شده از ماهی‌های نرم‌باله‌ای که گروه خواهر تریستیکپتریدهایی مثل استوارباله بودند. سنگواره‌های این ماهی‌ها در سنگ‌های دوونین میانی اسکاتلند، جایی که در دریاچه‌ی بزرگ و کم‌عمق حوزه‌ی اُرکادی می‌زیسته‌اند، فراوان هستند. فلس‌های استخوانی و استخوان‌های جمجمه‌ی استخوان‌پولک را ماده‌ای براق و مینامانند به‌نام «کازمین» (به‌انگلیسی: Cosmine) پوشانده بود. اما این لایه‌ها سوراخ‌های زیادی داشت که تصور می‌شود روزنه‌هایی برای سامانه‌ی حسی تشخیص جریان‌های آبی پیرامون ماهی بوده‌اند.
جمجمه‌ی استخوان‌پولک مثل هولوپتیکیوس مفصلی متحرک در بالای سر داشت که به این ماهی امکان می‌داد دهانش را خیلی باز کند. دم استخوان‌پولک شکلی آشکارا بالابرتر داشت، یعنی نرمه‌ی بالایی آن بلندتر از نرمه‌ی پایینش بود. استخوان‌پولک فلس‌هایی تقریباً مربع‌شکل داشت که در ردیف‌هایی از بالا تا پایین بدن کشیده شده بودند. استخوان‌پولک کنار بسیاری از دیگر انواع ماهی‌ها، از جمله شش‌ماهی دوبال و تخته‌پوستان گوناگون، زندگی می‌کرد.